# 김혜인 (방송인)
김혜인(2001년 3월 14일 ~ )은 대한민국의 방송인이다.

## 이력
2009년 뮤지컬배우 첫 데뷔하였으며 이듬해 2010년 걸스토리에 소속을 두어, 디지털 싱글 앨범 《Pinky Pinky》로 가수 데뷔하였다.

## 학력
- 인천옥련초등학교 (졸업)
- 인천여자중학교 (졸업)
- 인천여자고등학교 (졸업)
- 중앙대학교 (재학)

## 출연작

### 뮤지컬
- 《피터 팬》(2009년)

### TV 프로그램
- 꾸러기 탐구생활 (2010 ~ 2016, SBS)
- 막이래쇼 (2011, 투니버스)
- 막이래쇼 2 (2011, 투니버스)
- 막이래쇼 3 (2012, 투니버스)
- 막이래쇼: 무작정 여행단 (2015, 투니버스)
- 막이래쇼 7 (2016, 투니버스)
- 막이래쇼: 무작정 크리에이터 (2017, 투니버스)
- 스트레스 제로구역 날려 버려 (2017, 투니버스)
- 삼색문화 유산백서 따따따 (2012, 재능 tv)
- 파워레인저 타임레인저

(2024~2025 ,어린이 TV )
- 가면라이더 슈퍼1(2024~2025 ,어린이TV)